# Сопронюк Федір Олексійович
Федір Олексійович Сопронюк (нар. 10 листопада 1946) — український вчений у галузі прикладної математики. Доктор фізико-математичних наук, професор. Академік АН ВШ України (2005).

## Життєпис
Народився у с. Осники Лановецького району Тернопільської області. У 1964 р. вступив на математичний факультет Чернівецького державного університету, який закінчив у 1969 р.
Працював інженером, старшим інженером, математиком-програмістом обчислювальної лабораторії Чернівецького університету. У 1973—1976 рр. навчався в аспірантурі обчислювального центру Ризького університету, після закінчення якої працює в ЧНУ ім. Ю. Федьковича на посадах асистента, старшого викладача, доцента, завідувача кафедри математичних проблем управління і кібернетики. Колишній декан факультету комп'ютерних наук.
Кандидатську дисертацію захистив у 1979 р., докторську — у 1996 р. Вчене звання доцента присвоєне в 1984 р., професора — в 1998 р.

## Наукова діяльність
Викладає фундаментальні та професійно-зорієнтовані дисципліни: «Програмування (інформатика)», «Теорія керування», «Математичні і комп'ютерні моделі мехатронних систем», «Цифрова обробка інформації та розпізнавання образів», «Технології розробки розподілених баз даних», керує магістерськими та дипломними роботами.
Автор понад 70 наукових статей та монографії «Моделювання та оптимізація систем управління з розгалуженням структур».
Підготував 3 кандидатів наук.
Член редколегій збірника наукових праць ЧНУ ім. Ю. Федьковича та наукового журналу Сучавського університету (Румунія). Член оргкомітетів багатьох міжнародних і всеукраїнських наукових конференцій. Член спеціалізованої вченої ради із захисту кандидатських дисертацій у Тернопільському національному технічному університеті ім. І. Пулюя.